# Титаномахия
Титаномахия (Битката на титаните) в древногръцката митология се нарича войната между титаните и олимпийските богове. 
След като на Зевс се удава да освободи своите братя и сестри от търбуха на баща им Кронос, той ги повежда на бунт срещу него. Противопоставят им се самият Кронос и редица други титани (също като него потомци на Уран и Гея): Кой, Крий, Хиперион, Япет, Атлас, Менетей (син на Япет и Климена). Освен самите олимпийци: Хестия, Деметра, Хера, Хадес, Посейдон със Зевс са и титанът Прометей, както и някои от най-древни божества: океанидата Стикс и децата ѝ: Зелус, Нике, Кратос и Биа, както и освободените от Зевс от дълбините на Тартар и привлечени на негова страна сторъки великани (хекатонхейри) и eднооки великани (циклопи). Благодарение най-вече на великаните той получава надмощие и на 10-ата година от войната най-сетне побеждава титаните.
Кронос е свален, скопен и запратен в Тартар – великата бездна. Неговата жена, Рея – майка на Зевс и негова вдъхновителка – запазва позициите си на могъща богиня, както и много от божествата, които не са взели страна, като Гея, Океан и повечето от океанидите, както и много от титанидите, като Тея, Темида, Мнемозина, Феба, и Тетия, но все пак всички те, както и великаните вече са в една по-скоро подчинена и изолирана позиция. Също така болшинство, враждували със Зевс, титани са затворени в Тартар, а Атлант/Атлас е наказан да крепи небето над Земята. Хекатонхейрите стават стражи пред вратите на Тартар, за да пречат на титаните да се измъкнат от него. Така че след Титаномахията, господари на света (макар и не най-могъщи богове) стават победителите в нея – олимпийците и съюзниците им, а най-вече – Зевс, Посейдон и Хадес. Хера – царица, Нике – адютант, а Стикс – гарант на клетвите, давани от боговете, които ако се закълнат във водите ѝ (това е река в Подземното царство – на омразата), не могат да ги нарушат. Прометей отначало се превръща в подобие на любимец на Зевс, но по-късно за бунтовните си прояви и симпатията си към хората изпада в немилост.
За да отмъсти за погубването на титаните, нейни деца, МайкатаЗемя (Гея) праща срещу Зевс съществото Тифон, както и гигантите.